# Cowboy Junkies
O Cowboy Junkies é um grupo musical do Canadá cujo estilo se situa entre o rock alternativo e o country music. O grupo é formado por três irmãos da família Timmins, além do baixista Alan Anton.
A banda se formou em Toronto, no ano de 1985.

## Membros
- Margo Timmins, vocais
- Michael Timmins, guitarra
- Peter Timmins, bateria
- Alan Anton, baixo

### Álbuns
- Whites Off Earth Now!!, 1986
- The Trinity Session, 1988
- The Caution Horses, 1990
- Black Eyed Man, 1992
- Pale Sun Crescent Moon, 1993
- 200 More Miles: Live Performances 1985-1994, 1995
- Lay It Down, 1996
- Studio: Selected Studio Recordings 1986-1995, 1996
- Miles from Our Home, 1998
- Rarities, B Sides and Slow, Sad Waltzes, 1999
- Waltz Across America, 2000
- Open, 2001
- BBC Radio One Sessions, 2002
- Open Road CD/DVD, 2002
- In the Time Before Llamas, 2003
- One Soul Now, 2004
- Early 21st Century Blues, 2005
- Whites Off Earth Now!!, 2007 (Mobile Fidelity SACD reissue)
- At the End of Paths Taken, 2007
- Trinity Revisited, 2007

A RCA Records, a gravadora da banda entre 1988 e 1996, também distribuiu os seguintes álbuns com as consideradas as melhores músicas. No entanto, os álbuns foram feitos sem a aprovação ou autorização da banda.
- Best of the Cowboy Junkies, 2001
- Cowboy Junkies: The Platinum and Gold Collection, 2003

### Compilações
- It Came from Canada, Vol. 4, 1988 ("Blue Moon Revisited (Song for Elvis)")
- Pump Up the Volume, 1990 ("Me and the Devil Blues")
- The Cities' Sampler Vol. 2: Collectibles, 1990 ("Decoration Day")
- Born to Choose, 1993 ("Lost My Driving Wheel")
- Upfront! Canadians Live from Mountain Stage, 1994 ("Misguided Angel")
- Natural Born Killers, 1994 ("Sweet Jane")
- Borrowed Tunes: A Tribute to Neil Young, 1994 ("Tired Eyes")
- Oh What a Feeling: A Vital Collection of Canadian Music, 1996 ("Misguided Angel")
- The Truth About Cats & Dogs, 1996 ("Angel Mine")
- Cities' Sampler Vol. 10, 1998 ("Miles from Our Home")
- Return of the Grievous Angel: A Tribute to Gram Parsons, 1999 ("Ooh Las Vegas")
- Beautiful: A Tribute to Gordon Lightfoot, 2003 ("The Way I Feel")
- This Bird Has Flown - A 40th Anniversary Tribute to the Beatles' Rubber Soul, 2005 ("Run for Your Life")

### Singles
- 1988 "Sweet Jane"
- 1990 "Sun Comes Up, It's Tuesday Morning"
- 1992 "Murder, Tonight, In the Trailer..."
- 1993 "Anniversary Song"
- 1994 "Sweet Jane" (live)
- 1996 "A Common Disaster"